# امانسی (کمون)
امانسی (به فرانسوی: Amancy) یک کمون در فرانسه است که در اوت سووآ واقع شده‌است. امانسی ۸٫۶۲ کیلومتر مربع مساحت دارد.